# クイーンズランド・ブルズ
クイーンズランド・ブルズ（英:Queensland Bulls ）は、オーストラリア、ブリスベンに本拠を置くクリケットチーム。1882年設立。ホームグラウンドはブリスベン・クリケット・グラウンド。ビール会社のXXXXがスポンサーをつとめている。

## タイトル

### シェフィールド・シールド
- 1994/95
- 1996/97
- 1999/2000
- 2000/01
- 2001/02
- 2005/06
- 2011/12

### ワンデイカップ
- 1975/76
- 1980/81
- 1981/82
- 1988/89
- 1995/96
- 1997/98
- 2006/07
- 2008/09

## 歴代所属選手
- ビル・ブラウン
- マシュー・ヘイデン
- マーティン・ラブ